# Das Geheimnis von Noémie
Das Geheimnis von Noémie (OT: Noémie: Le secret) ist ein kanadischer Kinderfilm von Frédéric D’Amours aus dem Jahr 2009. Der Film basiert auf einem Roman von Gilles Tibo.

## Handlung
Noémies Eltern sind ständig unterwegs. Das siebenjährige Mädchen ist aber gerne bei ihrer Babysitterin Madame Lumbago. Dort erscheint ihr häufig der verstorbene Ehemann Émile Lumbago, der ihr nahelegt, dass er im Appartement seiner Frau einen Schatz versteckt hat. Zusammen mit ihrem besten Freund macht sie sich auf, den Schatz zu finden. Doch alle Versuche schlagen zunächst fehl, bis sie schließlich ein kleines Loch in der Wand entdecken. Und dort befinden sich tatsächlich mehrere tausend kanadische Dollar. Émile traute den Banken nämlich nicht und versteckte seine Pension im Haus.
Als sie das Geld von Madame Lumbago zur Bank bringen wollen, stoßen sie auf ein weiteres Zahlenrätsel. Nach einigem Grübeln kommt Noémie dahinter: Ein Schlüssel ist in einem alten Kriegsgerät versteckt. Doch ein altes Kriegsgerät ist im Haus nicht aufzufinden. Erst als sie erneut das Geldversteck untersuchen, entdecken sie eine Handgranate. Noémies Freund zündet diese versehentlich. Als alle in Deckung gehen, springt die Granate auf und ein Schlüssel kommt zum Vorschein. Dieser führt Madame Lumbago und Noémie zu einem Schließfach. Zum Vorschein kommt jedoch kein neuer Schatz, sondern ein Notizbuch, das Émile für Noémie geschrieben hat. Noémie erfährt so, dass Madame Lumbago tatsächlich ihre Großmutter ist und ihre Mutter damals zur Adoption freigab.
Die Enthüllung bringt Noémie durcheinander und die Beziehung zwischen Noémie und ihrer Großmutter sowie mit ihren Eltern, die Bescheid wussten, ist erschüttert. Erst als Madame Lumbago einen Herzinfarkt erleidet und Noémie eine dunkle Vorahnung hatte, raufen sich alle wieder zusammen. Am Ende treffen sich alle zu einem gemeinsamen Videoabend, an dem sie sich einen von Émile selbst gedrehten Film ansehen.

## Hintergrund
Der Film basiert auf dem ersten Teil Le Secret de Madame Lumbago von Gilles Tibos Kinderbuchreihe um das Mädchen Noémie.

## Rezeption
Der Film gewann den Zuschauerpreis in der Kategorie Kinderfilm beim Internationalen Filmfestival Warschau 2010. Auf Sofahelden schrieb der Rezensent: „Das Geheimnis von Noemie ist ein schöner Familienfilm, der vor allem für kleine Mädchen sehr unterhaltsam gestaltet ist.“